# Geolycosa tangana
Geolycosa tangana är en spindelart som först beskrevs av Roewer 1959.  Geolycosa tangana ingår i släktet Geolycosa och familjen vargspindlar.
Artens utbredningsområde är Tanzania. Inga underarter finns listade i Catalogue of Life.